# 阿比埃尔·阿博特·劳
阿比埃尔·阿博特·劳 （Abiel Abbot Low，1811年2月7日—1893年1月7日）是一位美国企业家、商人和慈善家，其大部分财富来自旧中国贸易，进口茶叶、瓷器和丝绸，并建立和运营一支信誉良好的快船队。

## 早年
阿比埃尔·阿博特·劳是马萨诸塞州塞勒姆毒品商人塞斯·劳的12个孩子之一（8个儿子、4个女儿）。阿比埃尔就读于公立学校，成为约瑟夫·霍华德公司（Joseph Howard & Company）的职员，该公司从事南美贸易，1829年随家人移居纽约。在那里，塞斯·劳的生意兴隆，进口毒品和印度商品。

## 广州

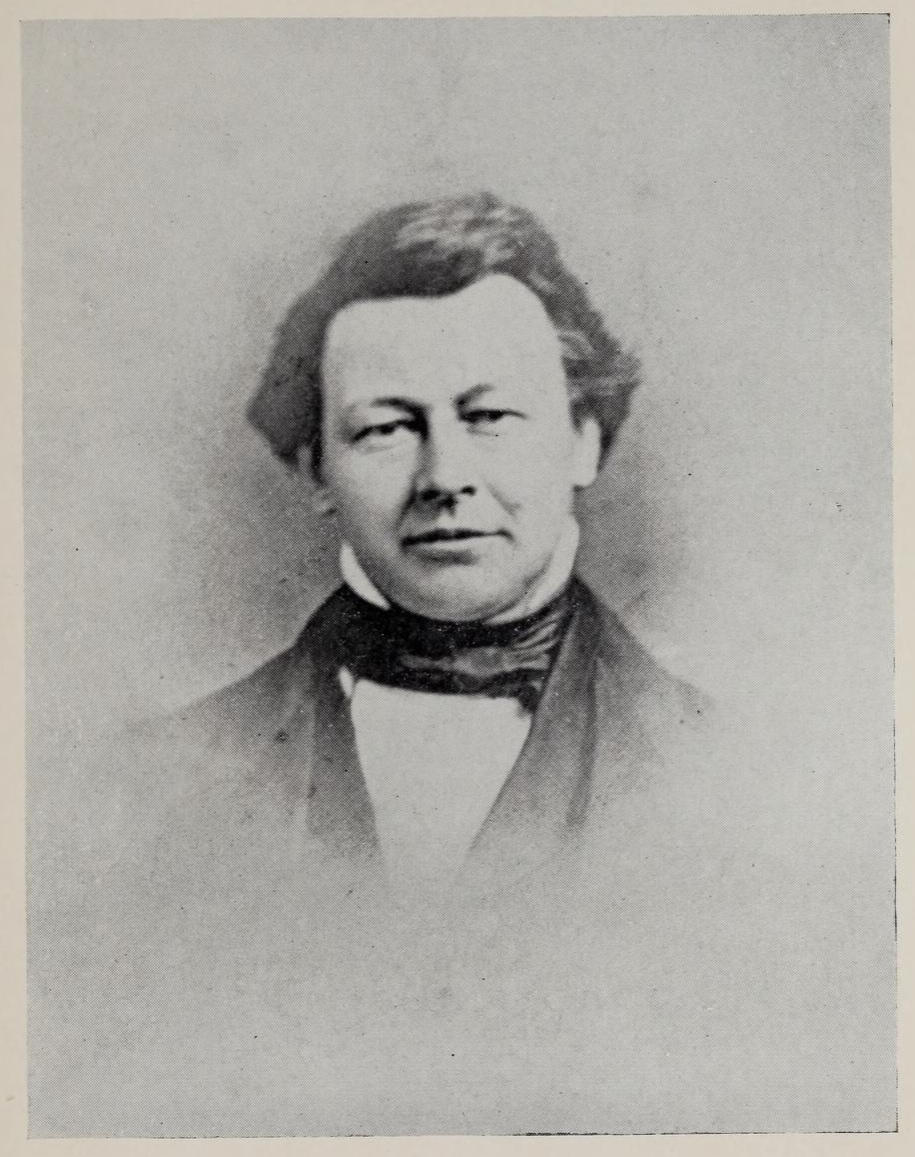

1833年，劳前往中国广州，任职于旗昌洋行。该公司是在华最大的美国公司，也是在华最大的美国鸦片贸易和走私企业。塞缪尔·罗素创立了这个公司，劳的叔叔威廉·亨利·劳曾多年位居该公司领导层。他在中国学习了错综复杂的贸易四年之久，在1837年，成为了公司的合伙人。1840年，他与广东首富、著名行商、广州公行领袖伍秉鉴（又名浩官）合作，创办了自己的企业A. A. Low & Brother公司，以他和他的兄弟约西亚·奥恩·劳（Josiah Orne Low）命名。该公司迅速成为中国和日本最大的丝绸和茶叶贸易公司之一。

## 纽约
劳在中国旗昌洋行期间发了财。自己的公司建立之后不久，就回到了纽约。在那里，他在弗莱彻街建立了他的纽约总部，与他父亲的公司合用一栋大楼。1849–1850 年，劳在约翰街 167–171 号建造了公司大楼（A. A. Low building），现在是南街海港博物馆。从1850年到世纪之交，公司设于Burling Slip building。
劳建立了自己的快船队，其中有一艘名为“浩官号”（Houqua），以1843年去世的中国商业伙伴命名，另一艘名为“塞缪尔·罗素号”（Samuel Russell），以他曾任职的旗昌洋行创始人的名字命名。另外两艘快船，“竞赛号”（Contest）和“雅各布·贝尔号”（Jacob Bell）, 后来在内战期间被南方摧毁。
劳以做生意精明而著称。据说，他曾指示他的船长在中国等待，让竞争对手购买第一批采摘的茶叶，然后他们以较低的价格购买后采摘的茶叶。由于他的快船速度较快，仍然能够比竞争对手先到达纽约。

## 晚年
劳在纽约安家，投资了其他企业，参与了第一条大西洋电缆、纽约-芝加哥-圣路易斯铁路以及切萨皮克与俄亥俄铁路的融资。劳在1846年成为纽约商会成员，在 1863 年当选为纽约商会会长，直到1866年辞职，开始环球航行。在任职期间，他代表纽约商人大声疾呼，反对英国支持南方破坏商船。
劳从未活跃于政治舞台，这与他的父亲和儿子两位塞斯·劳都不同，他的父亲后来成为布鲁克林村的市长，而他的儿子后来成为大纽约市的市长。不过，劳确实接受了提名，担任当地政府关于贸易和商业事务的顾问。在美国内战期间，他活跃于纽约联邦国防委员会，是布鲁克林战争基金委员会成员和布鲁克林公民总委员会主席，负责协助卫生服务。
他还以慈善事业而闻名。1858年，他成为布鲁克林女子学校的校长，并一直担任校董，直到1893年去世。众所周知，他向教师发放奖金，向优秀学生提供匿名奖学金。他还为布鲁克林图书馆、城市医院和许多其他文化、教育、社会和宗教事业的发展做出了贡献。
哥伦比亚大学的行政中心劳纪念图书馆，是他的儿子赛斯于1895年为纪念他而建的。
阿比埃尔·阿博特·劳于1893年1月7日在布鲁克林去世。

## 家庭
阿比埃尔·阿博特·劳的父母是塞斯·劳和玛丽·波特·劳，祖父母是大卫·劳和汉娜·哈斯克尔·劳，曾祖父母是大卫·劳和阿比盖尔·乔特· 劳。他的妹妹哈里特·劳（Harriet Low），是第一批住在中国的美国年轻女性之一，因从1829年到1833年在澳门的记载而被人们记住。
1841年3月16日，劳娶了布鲁克林的乔西亚·道的女儿艾伦·阿尔米拉，育有两个儿子和两个女儿：哈丽特·劳（1842年10月24日-1884）、阿博特·奥古斯都·劳（1844年5月12日-1912，发明家（特别是碎纸机），商人和工业家）、艾伦·劳（1846年6月30日 – 1884）和塞思·劳（1850年1月18日 – 1916年9月117日，纽约市长、哥伦比亚大学校长）。
1850年妻子去世后，劳与哥哥威廉·亨利·劳的遗孀安妮·戴维森·劳结婚。另一位兄弟查尔斯·波特·劳，曾担任“浩官号”、“雅各布·贝尔号”、“塞缪尔·罗素号”和“帕尔默号”的船长。
1894年，劳的儿子阿博特·奥古斯都和赛斯在中国武昌建立了一家医院，以纪念他们的父亲。。